# Spirontocaris liljeborgii
Spirontocaris liljeborgii is een garnalensoort uit de familie van de Hippolytidae. De wetenschappelijke naam van de soort werd in 1859 voor het eerst geldig gepubliceerd door Danielssen.

## Beschrijving
De vorm van het schild, gedomineerd door de grote rugtanden, is een duidelijk kenmerk van Spirontocaris liljeborgii. Het kan alleen worden verward met de minder voorkomende S. spinus. De kleur is meestal helder of bruinrood. Het kan groeien tot een lengte van 75 mm.

## Verspreiding en leefgebied
Dit is een soort uit de Noord-Atlantische Oceaan, geregistreerd in Moermansk, Noorwegen, IJsland, de Britse Eilanden, maar ook in de noordwestelijke delen van de Atlantische Oceaan. Spirontocaris liljeborgii wordt vaak gevonden rond de basis van de zeeanemoon Bolocera tuediae, waar hij beschutting zoekt, beschermd door de tentakels. Het wordt geregistreerd op een dieptebereik van 20 tot 1000 meter, maar komt het meest voor dieper dan 30 meter.